# Stefan Bajčetić
Stefan Bajčetić Maquieira (* 22. října 2004 Vigo) je španělský profesionální fotbalista, který hraje na pozici středního nebo defenzivního záložníka za anglický klub Liverpool FC.

## Klubová kariéra

### Celta Vigo
Bajčetić se narodil 22. října 2004 ve Vigu v Galicii. Je synem bývalého srbského fotbalisty Srđana Bajčetiće.
Bajcetic je odchovancem mládežnické akademie Celty Vigo a v prosinci 2020 podepsal smlouvu s anglickým Liverpoolem.

### Liverpool
Bajčetić podepsal svou první profesionální smlouvu v srpnu 2022. Svůj profesionální debut si odbyl 27. srpna, kdy nastoupil jako střídající hráč při domácím vítězství 9:0 nad AFC Bournemouth. V evropských soutěžích debutoval 13. září, když v 94. minutě utkání Ligy mistrů proti Ajaxu vystřídal Thiaga. Stal se tak nejmladším hráčem Liverpoolu, který kdy nastoupil do utkání Ligy mistrů.
Dne 9. listopadu 2022 se Bajčetić poprvé objevil v základní sestavě Liverpoolu, a to při domácím vítězství proti Derby County ve třetím kole EFL Cupu. 26. prosince Bajčetić v dresu Liverpoolu, a to při ligové výhře 3:1 na hřišti Aston Villy. Ve věku 18 let, 2 měsíců a 4 dnů se stal třetím nejmladším hráčem, který kdy skóroval za Liverpool v Premier League, po Michaelu Owenovi a Raheemu Sterlingovi, a druhým nejmladším španělským hráčem, který skóroval v Premier League, po Cescu Fàbregasovi.
V lednu 2023 byl Bajčetić za své výkony odměněn novou dlouhodobou smlouvou na Anfieldu. 16. února byl fanoušky klubu zvolen hráčem měsíce ledna. 21. února se stal ve věku 18 let a 122 dní nejmladším hráčem Liverpoolu, který nastoupil do zápasu vyřazovací fáze Ligy mistrů, když odehrál téměř celý zápas proti Realu Madrid.

## Reprezentační kariéra
Bajcetic může na mezinárodní úrovni reprezentovat Španělsko a Srbsko. V roce 2021 odehrál 3 utkání ve španělské reprezentaci do 18 let.

## Statistiky
K 27. únoru 2023
| Klub      | Sezóna  | Liga           | Liga   | Liga | FA Cup | FA Cup | EFL Cup | EFL Cup | Evropské poháry | Evropské poháry | Celkem | Celkem |
| Klub      | Sezóna  | Liga           | Zápasy | Góly | Zápasy | Góly   | Zápasy  | Góly    | Zápasy          | Góly            | Zápasy | Góly   |
| --------- | ------- | -------------- | ------ | ---- | ------ | ------ | ------- | ------- | --------------- | --------------- | ------ | ------ |
| Liverpool | 2022/23 | Premier League | 8      | 1    | 2      | 0      | 2       | 0       | 4               | 0               | 16     | 1      |
| Celkem    | Celkem  | Celkem         | 8      | 1    | 2      | 0      | 2       | 0       | 4               | 0               | 19     | 1      |